# جسر طينوج
جسر طينوج (بالفارسية: پل طینوج) هو جسر تاريخي يعود إلى عصر السلالة الصفوية، ويقع في مقاطعة قم.